# 埃爾毛巴赫河
47°32′40″N 10°58′55″E / 47.54452°N 10.98183°E

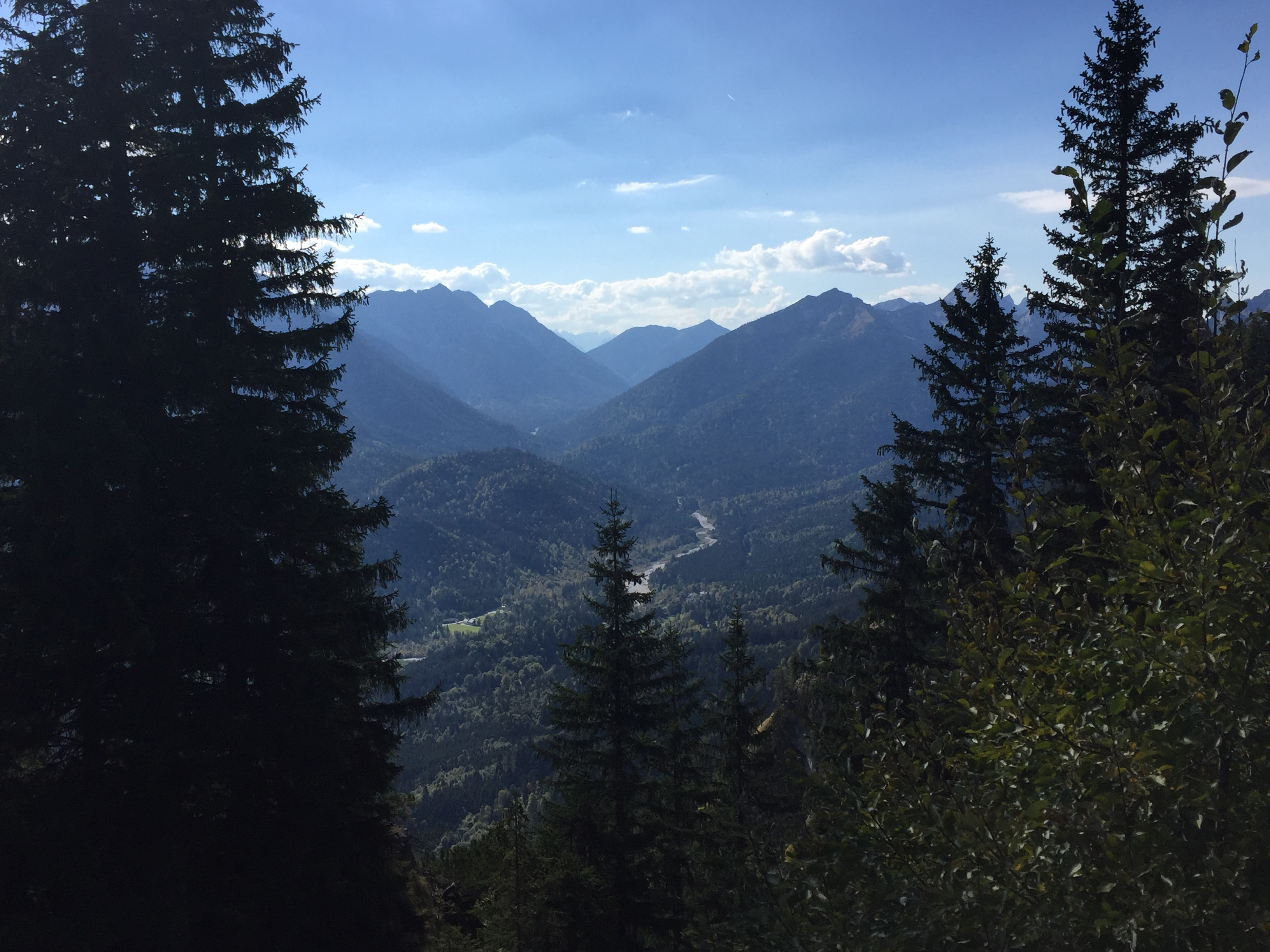

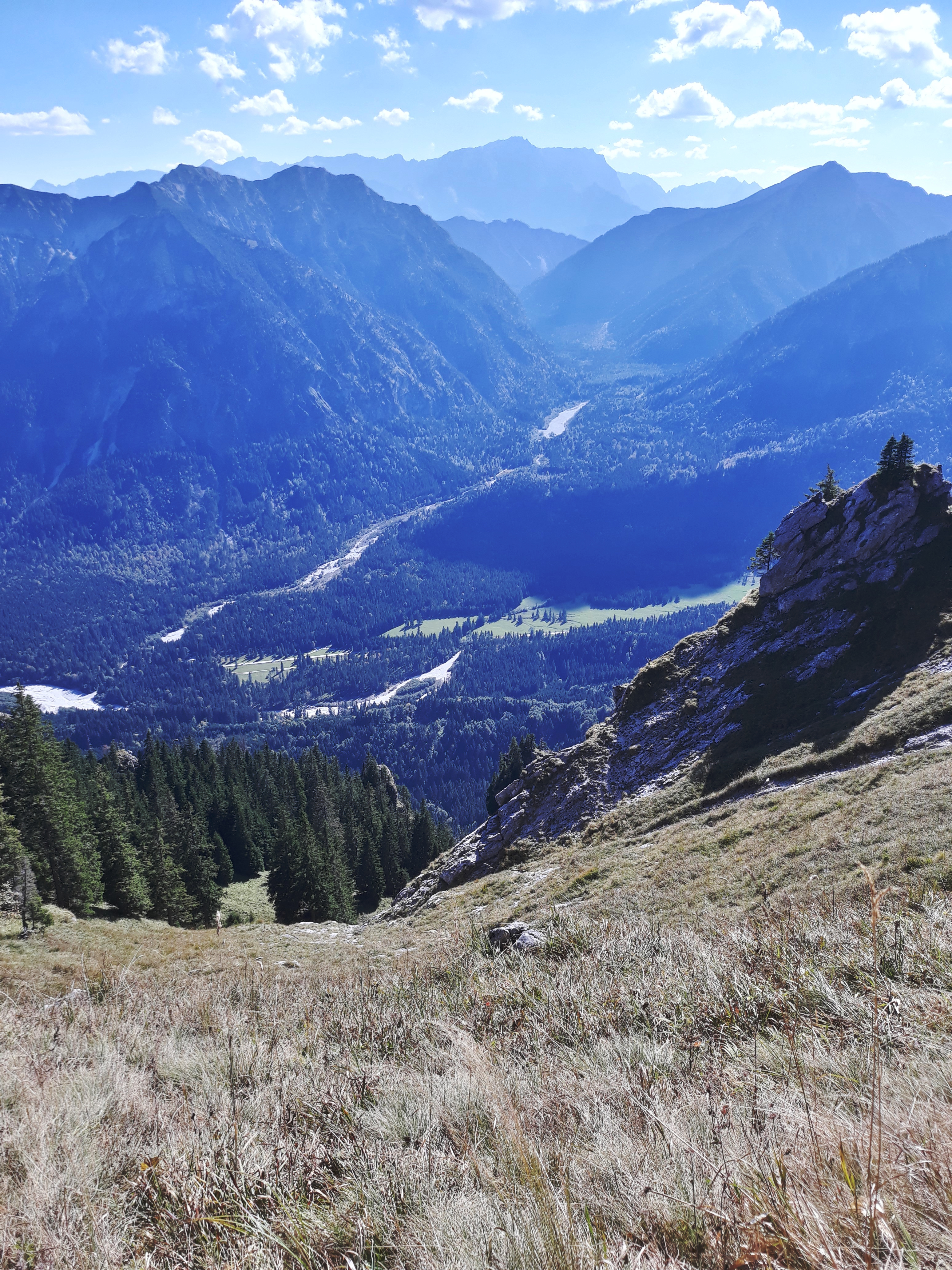

埃爾毛巴赫河是德國的河流，位於該國東南部，由巴伐利亞負責管轄，屬於林德河的支流，發源自阿默高山脈，流經加米施-帕滕基興縣。